# Nicole Berger
Nicole Berger (12 de junho de 1934 - 13 de abril de 1967) foi uma atriz francesa.